# Webisodio
Un webisodio es un breve episodio que se transmite inicialmente como una descarga de Internet en lugar de estrenarse en su primera emisión de televisión por cable. El formato puede utilizarse como una vista previa, una promoción, como parte de una colección de cortometrajes o de un comercial. Un webisodio puede ser parte de un drama o de una serie ya establecida, o bien puede consistir enteramente de material original. Dependiendo de su finalidad, puede o no ser considerado parte de la continuidad de un programa ya establecido.
La palabra proviene de una contracción gramatical formada por las palabras «web» y «episodio».[cita requerida]
Un webisodio es simplemente un episodio en la red, pero colectivamente es parte de una serie web, una forma de nuevos medios de comunicación que caracteriza a una serie o historia, donde el principal método de la teleaudiencia es de streaming a través de Internet. Si bien no hay ningún conjunto estándar de duración, la mayoría son relativamente cortos, entre 4 y 15 minutos de duración.

## Historia
1995: creado por la primera de serie de ficción de Internet llamada The Spot, creada por Scott Zakarin. Se usa para describir la serie. Palabra derivada también usada en el momento: webisodic (traducción aproximada: webisódico).
1996: comenzó a usarse en Seaquest 2047 para describir sus publicaciones periódicas.
1998-99: el primer uso público de la palabra webisodio, atribuida a Stan Lee Media en la comercialización y promoción del séptimo portal en línea Superhéroe serie creada por Jesse Stagg y Steven Salim.
2009-2010: después del final de la tercera temporada de la novela juvenil Casi ángeles pudieron observarse ciertas pistas para que los seguidores vieran durante todo el verano 09-10 la continuación de la historia (a manera de puente entre la tercera temporada con la cuarta) a través de webisodes publicados cada 3 o 4 días en las páginas Monitoreo Virtual, Cielo Abierto y Colegio Mandalay. Hasta el 1 de abril de 2010, la serie cuenta con 48 webisodes (15 en Cielo Abierto, 9 en Colegio Mandalay y 24 en Monitoreo Virtual). Está táctica de promoción ya se había probado con los informes virtuales de la Jefa de Ministros, la villana de la novela, en octubre y noviembre del 2009, en las páginas Reporte Virtual 1, Reporte Virtual 2 y Reporte Virtual 3.
2010-2013: The Walking Dead es otra serie que cuenta con webisodios que han sido estrenados a través de la página oficial de la serie en Amc.com justamente unos días antes de ser estrenada una nueva temporada de dicha serie. Finalmente se encuentran 2 temporadas de webisodios con protagonistas que no se ven en la serie, o sea que los webisodios son un punto de vista diferente de otras personas.